# Boitwarden
Boitwarden ist ein Stadtteil von Brake im Landkreis Wesermarsch.

## Geschichte
Der Kern von Boitwarden ist ein Wurtendorf. Es wurde erstmals in der Gründungsurkunde des Klosters St. Paul in Bremen aus dem Jahr 1150 als Kirchspiel „Beitheswarden“ genannt. Der Name kommt von „boyten“, was „außerhalb“ bedeutet. In diesem Fall außerhalb der Wurt, nämlich der älteren Wurt Golzwarden. Eine weitere urkundliche Erwähnung stammt aus dem Jahr 1332, als ein „judex de boytwarden“ vorkommt. Boitwarden lag an der Grenze zwischen Stedingen und Rüstringen, hier fand die Schlacht von Boitwarden statt. In dieser erlitt der Graf von Oldenburg Johann I. 1260 bei einem Angriff auf die Friesen beim Boitwarder Moor eine Niederlage.